# Simorcus cotti
Simorcus cotti är en spindelart som beskrevs av Roger de Lessert 1936. Simorcus cotti ingår i släktet Simorcus och familjen krabbspindlar.
Artens utbredningsområde är Moçambique. Inga underarter finns listade i Catalogue of Life.